# Abubakar Salim
Abubakar Salim (Welwyn Garden City, 7 de janeiro de 1993) é um ator e desenvolvedor de videogames britânico. Por seu trabalho em Assassin's Creed Origins, ele foi indicado a umBritish Academy Games Award e nomeado um BAFTA Breakthrough Brit. Na televisão, ele é conhecido por seus papéis na série Jamestown da Sky One (2018–2019) e na série Raised by Wolves da HBO Max (2020–2022). Ele também é o fundador e CEO da empresa de cinema e desenvolvimento de videogames Surgent Studios.

## Vida e educação
Nascido em Welwyn Garden City, Hertfordshire, Salim é um britânico descendente de quenianos. Seu pai era engenheiro de software para a Xerox e sua mãe, cuidadora. Ele começou sua carreira de ator aos 16 anos quando se juntou ao National Youth Theatre após sua primeira audição. Posteriormente, recebeu uma bolsa de estudos para estudar na London Academy of Music and Dramatic Art (LAMDA), graduando-se em 2014 com um Bacharel em Artes em Atuação.

## Carreira
Salim fez sua estreia profissional no palco como Osric em Prince of Denmark no National Theatre em 2010. Em 2011, ele fez sua estreia na televisão em um episódio da segunda temporada da série jurídica The Jury da ITV.
Após se formar na LAMDA em 2014, Salim teve pequenos papéis na minissérie 24: Live Another Day da Fox e na comédia dramática 'Spotless do Canal+. Ele retornou aos palcos em 2015 com papéis em Sense of an Ending no Theatre503 e Teddy Ferrara no Donmar Warehouse. Em 2016, ele participou da turnê de The Winter's Tale da Cheek by Jowl e apareceu em Labyrinth no Hampstead Theatre.
Em 2017, Salim deu voz ao personagem Bayek no videogame Assassin's Creed Origins, pelo qual recebeu uma indicação ao British Academy Games Award.
Em 2018, Salim conseguiu seu primeiro grande papel na televisão ao se juntar ao elenco do drama histórico Jamestown da Sky One em sua segunda temporada, interpretando Pedro. Ele também apareceu no drama Informer da BBC One e na terceira temporada de Fortitude no Sky Atlantic. De 2020 a 2022, Salim estrelou como Pai na série de ficção científica Raised by Wolves da HBO Max.
Em 2020, Salim fundou seu próprio estúdio de desenvolvimento de jogos chamado Silver Rain Games (posteriormente renomeado para Surgent Studios), onde atuou como fundador e CEO. Fã declarado de videogames, Salim observou que seu trabalho em Assassin's Creed Origins lhe deu uma visão mais detalhada do processo de desenvolvimento de jogos, o que o inspirou a seguir uma carreira na área e fundar seu próprio estúdio. O projeto de estreia do estúdio, um jogo de plataforma de rolagem lateral 2D, intitulado Tales of Kenzera: Zau, foi lançado pela EA Originals em abril de 2024.
Em 2023, foi anunciado que Salim foi escalado como Alyn de Hull na segunda temporada de House of the Dragon.

## Filmografia

### Televisão e filmes
| Ano           | Título                                       | Papel                     | Notas                                    |
| ------------- | -------------------------------------------- | ------------------------- | ---------------------------------------- |
| 2011          | The Jury                                     | Sadam                     | 1 episódio                               |
| 2014          | 24: Live Another Day                         | Agente do Serviço Secreto | 3 episódios                              |
| 2015          | Spotless                                     | Charlie                   | 2 episódios                              |
| 2016          | Agatha Raisin                                | Jonah MacGillivray        | Episódio: "The Potted Gardener"          |
| 2016          | Black Mirror                                 | Guarda                    | Episódio: "Nosedive"                     |
| 2017          | Strike                                       | Jonah Agyeman             | Episódio: "The Cuckoo's Calling: Part 3" |
| 2018          | Thomas & Friends: Big World! Big Adventures! | Kwaku / Vários            | Papel de voz                             |
| 2018–2019     | Jamestown                                    | Pedro                     | 16 episódios                             |
| 2018          | Informer                                     | Yousef Hassan             | 3 episódios                              |
| 2018          | Fortitude                                    | Boyd Mulvihill            | 3 episódios                              |
| 2020–2022     | Raised by Wolves                             | Pai                       | 18 episódios                             |
| 2023          | The Legend of Vox Machina                    | Zanror                    | Papel de voz, 4 episódios                |
| 2023          | Napoleão                                     | Thomas-Alexandre Dumas    | Papel no filme                           |
| 2024–presente | House of the Dragon                          | Alyn de Hull              | Papel principal                          |

### Jogos eletrônicos
| Ano  | Título                                | Papel            | Notas                       |
| ---- | ------------------------------------- | ---------------- | --------------------------- |
| 2017 | Assassin's Creed Origins              | Bayek de Siwa    | [ 10 ]                      |
| 2018 | World of Warcraft: Battle for Azeroth | Rokhan           |                             |
| 2019 | The Bradwell Conspiracy               | Guia             |                             |
| 2022 | Diablo Immortal                       |                  |                             |
| 2022 | Xenoblade Chronicles 3                | Outros           | Versão em inglês            |
| 2022 | The Diofield Chronicle                | Chappleman       |                             |
| 2022 | World of Warcraft: Dragonflight       | Rokhan           |                             |
| 2023 | Diablo IV                             | Vozes adicionais |                             |
| 2023 | Stray Gods: The Roleplaying Musical   | Eros             | [ 18 ]                      |
| 2024 | Tales of Kenzera: Zau                 | Zau              | Também como Diretor de Jogo |

### Web séries
| Ano  | Título                     | Papel                            | Notas                             |
| ---- | -------------------------- | -------------------------------- | --------------------------------- |
| 2024 | Critical Role (campanha 3) | S.I.L.A.H.A (O Coração Arqueiro) | Episódios: "Downfall: Partes 1–3" |

## Teatro
| Ano  | Título             | Papel          | Notas                      |
| ---- | ------------------ | -------------- | -------------------------- |
| 2010 | Prince of Denmark  | Osric          | Teatro Nacional, Londres   |
| 2015 | Sense of an Ending | Paul           | Theatre503, Londres        |
| 2015 | Teddy Ferrara      | Policial       | Donmar Warehouse, Londres  |
| 2016 | The Winter's Tale  | Camillo        | Turnê                      |
| 2016 | Labyrinth          | Trent / Javier | Hampstead Theatre, Londres |